# Mistrzostwa Polski juniorów w szachach
Mistrzostwa Polski juniorów w szachach – turnieje szachowe mające na celu wyłonienie medalistów mistrzostw Polski w różnych kategoriach wiekowych, reprezentantów kraju na mistrzostwa świata i Europy oraz członków kadry narodowej. 
Po raz pierwszy odbyły się w 1949 r. w Sopocie, z udziałem zawodników w wieku do 20 lat. Mistrzostwa juniorek w tej kategorii wiekowej rozgrywane są od 1967 roku. Aż do 1974 r. kategoria wiekowa do 20 lat była jedyną, w której rozgrywano turnieje mistrzowskie. W tym roku wprowadzono drugą kategorię, do 17 lat. W latach następnych, wraz ze zmianą przepisów Międzynarodowej Federacji Szachowej, liczba grup wiekowych ulegała modyfikacjom, powstawały nowe, a inne (jak grupy do 15, 17 i 19 lat) były likwidowane. Aktualnie w mistrzostwach Polski juniorów obowiązuje siedem grup wiekowych: do 8, 10, 12, 14, 16, 18 i 20 lat. Poza turniejami w szachach klasycznych, w tych kategoriach wiekowych rozgrywane są również mistrzostwa Polski w szachach błyskawicznych i szybkich.
Zdecydowaną większość wszystkich finałów MP juniorów rozegrano systemem szwajcarskim w grupach kilkudziesięcioosobowych, co umożliwia liczny udział młodzieży, a co w prostej linii przekłada się na większe rozpropagowanie szachów (system kołowy wykorzystywany był prawie wyłącznie w turniejach do 20 lat). Zawodnicy kwalifikują się do finałów na podstawie wyników mistrzostw województw i makroregionów, rezultatów uzyskanych w poprzednich mistrzostwach oraz nominacji komisji sportowej Polskiego Związku Szachowego. Wśród zdobywców medali mistrzostw Polski juniorów znajdują się wszyscy najwybitniejsi polscy szachiści, a sukcesy odniesione w turniejach tego cyklu często były pierwszymi w wielu bogatych w osiągnięcia karierach arcymistrzów i arcymistrzyń.

## Mistrzostwa Polski juniorów w poszczególnych kategoriach wiekowych
- mistrzostwa Polski przedszkolaków w szachach (obecnie do lat 6)
- mistrzostwa Polski juniorów do lat 8 w szachach
- mistrzostwa Polski juniorów do lat 10 w szachach
- mistrzostwa Polski juniorów do lat 12 w szachach
- mistrzostwa Polski juniorów do lat 14 w szachach
- mistrzostwa Polski juniorów do lat 16 w szachach (oraz do lat 15)
- mistrzostwa Polski juniorów do lat 18 w szachach (oraz do lat 17)
- mistrzostwa Polski juniorów do lat 20 w szachach (oraz do lat 19)
- młodzieżowe mistrzostwa Polski w szachach (do 23 lat)